# Cavignac
Cavignac es una población y comuna francesa, situada en la región de Aquitania, departamento de Gironda.

## Geografía
Comuna situada en la confluencia del Saye y del Meudon y en la línea Nantes - Burdeos.

## Demografía
| 1050 | 1059 | 1244 | 1260 | 1135 | 1190 |
| Para los censos de 1962 a 1999 la población legal corresponde a la población sin duplicidades (Fuente: INSEE [Consultar]) |      |      |      |      |      |